# Мяоли (уезд)
Мяоли́ (кит. трад. 苗栗縣, пиньинь Miáolì xiàn) — один из уездов провинции Тайвань Китайской Республики.

## География
Уезд Мяоли расположен в северо-западной части острова Тайвань. На юге горный хребет Сюэшань отделяет его от города центрального подчинения Тайчжун; на севере уезд граничит с уездом Синьчжу и городом провинциального подчинения Синьчжу.

## История

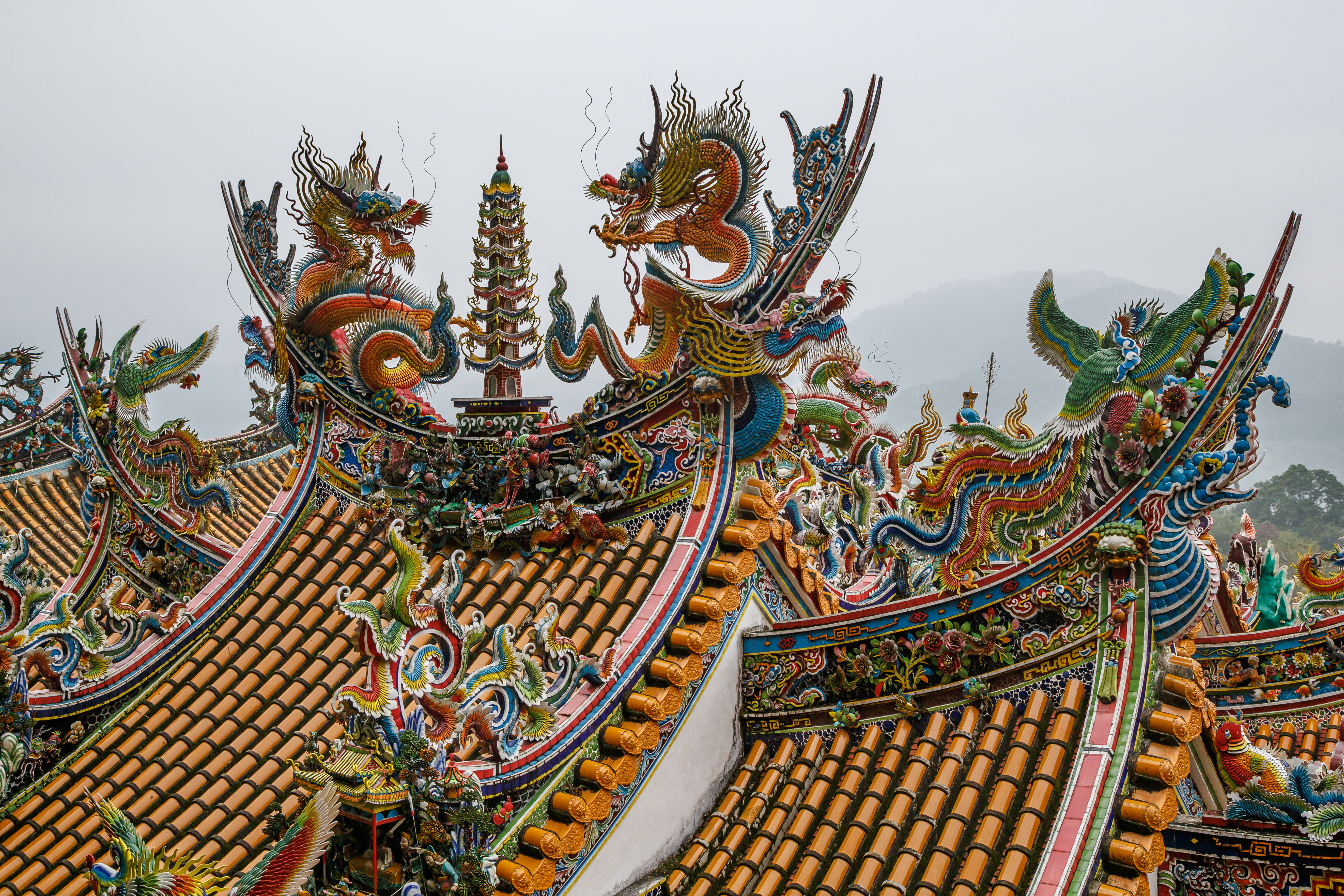
Крыши храма Цюаньхуа

С древних времён эти земли населяли таокасы. С XVII века здесь начали селиться китайцы, и в государстве семьи Чжэн эти земли входили в состав уезда Тяньсин (天兴). В 1683 году Тайвань был захвачен Цинской империей.
После того, как остров Тайвань был присоединён к империи Цин, на всей северо-западной трети острова был образован уезд Чжуло (諸羅縣). В 1731 году из уезда Чжуло был выделен Даньшуйский комиссариат (淡水廳), который изначально был подчинён Тайваньской управе (臺湾府). В связи с ростом численности китайского населения Тайваня в 1876 году в северной части острова была образована новая Тайбэйская управа (臺北府), а Даньшуйский комиссариат был упразднён и его территория была разделена по реке Дацзя: северная часть перешла под непосредственное управление властей Тайбэйской управы, а в южной части (где ранее размещались власти комиссариата) был создан уезд Синьчжу (新竹縣). В 1887 году Тайвань был выделен в отдельную провинцию, а из уезда Синьчжу был выделен уезд Мяоли.
В 1895 году Тайвань был передан Японии, и японцы установили свою систему административно-территориального деления, которая по мере освоения ими острова претерпевала изменения. Уезд Синьчжу был поначалу ликвидирован, и эти земли были включены в состав уезда Тайтю (台中縣). В 1901 году остров был разбит на 20 уездов-тё (廳), и эти места вошли в состав уезда Бёрицу (苗栗廳). В 1920 году на Тайвань была распространена структура административного деления собственно японских островов, и были введены префектуры-сю (州) и уезды-гун (郡); эти земли перешли в состав префектуры Синтику (新竹州).
После капитуляции Японии в 1945 году Тайвань был возвращён под юрисдикцию Китая; префектура Синтику стала уездом Синьчжу (新竹县), власти которого разместились в районе Таоюань.
В 1950 году произошла реформа административно-территориального деления, в результате которой на месте уезда Синьчжу и отдельного города Синьчжу были образованы уезды Синьчжу, Таоюань и Мяоли.

## Административное деление
В состав уезда Мяоли входят один город уездного подчинения, 6 городских волостей и 11 сельских волостей.
- Города уездного подчинения
  - Мяоли (苗栗市)
- Городские волости
  - Хоулун (後龍鎮)
  - Тунсяо (通霄鎮)
  - Тоуфэнь (頭份鎮)
  - Юаньли (苑裡鎮)
  - Чжунань (竹南鎮)
  - Чжолань (卓蘭鎮)
- Сельские волости
  - Даху (大湖鄉)
  - Гунгуань (公館鄉)
  - Наньчжуан (南庄鄉)
  - Саньвань (三灣鄉)
  - Саньи (三義鄉)
  - Шитань (獅潭鄉)
  - Тайань (泰安鄉)
  - Тунло (銅鑼鄉)
  - Тоуу (頭屋鄉)
  - Сиху (西湖鄉)
  - Цзаоцяо (造橋鄉)